# Skive kommun
Skive kommun (danska: Skive Kommune) är en kommun i Region Mittjylland i nordvästra Danmark. Kommunens centralort är staden Skive.
Före kommunreformen 2007 var Skive en kommun i dåvarande Viborgs amt.